# Feodora af Leiningen
Prinsesse Feodora til Leiningen (7. december 1807, Amorbach – 23. september 1872, Baden-Baden) var en tysk prinsesse af Leiningen, der var fyrstinde af Hohenlohe-Langenburg fra 1828 til 1860. 
Hun var datter af fyrst Emich Carl af Leiningen og prinsesse Victoria af Sachsen-Coburg-Saalfeld. Hun blev gift den 18. februar 1828 med hertug Ernst 1. af Hohenlohe-Langenburg (1794-1860). Hun var halvsøster til Dronning Victoria af Storbritannien.